# وليام بايليس
السير وليام مادك بايليس (2 مايو 1860 - 27 أغسطس 1924) عالم بريطاني في وظائف الأعضاء.

## حياته
ولد بايليس في ولفرهامبتن وحصل على درجة البكالوريوس من جامعة لندن ودرجة الماجستير والدكتوراة في علم وظائف الأعضاء من جامعة أكسفورد.

## روابط خارجية
- وليام بايليس على موقع الموسوعة البريطانية (الإنجليزية)
- وليام بايليس على موقع إن إن دي بي (الإنجليزية)